# Таларомицес Вортмана
Таларо́мицес Во́ртмана (лат. Talarómyces wortmánnii) — вид грибов-аскомицетов, относящийся к роду Таларомицес (Talaromyces). Бесполую стадию ранее включали в состав рода Пеницилл (Penicillium) как Penicíllium wortmannii (пеници́лл Во́ртмана). Также ранее ряд бесполых форм выделялись в вид Penicillium variábile (пеницилл изме́нчивый).

## Описание
Колонии на агаре Чапека ограниченно-растущие, пушисто-волокнистые, с белым или жёлтым, иногда оранжеватым мицелием. Спороношение в голубовато-зелёных тонах. Реверс жёлтый до оранжево-коричневого. У некоторых штаммов образуются клейстотеции.
Колонии на CYA на 7-е сутки 2—3 см в диаметре, несколько радиально-складчатые, с белым мицелием, бархатистые, с практически не выраженным до обильного спороношением в серо-зелёных или тускло-зелёных тонах. Экссудат и растворимый пигмент не выделяются. Реверс колоний в центре коричневый, по краям до красновато-жёлтого или серовато-оранжевого, либо в центре жёлто-коричневый, по краям до оливкового или серовато-жёлтого, либо жёлтый с более тёмными точками. У некоторых штаммов при культивировании 9 дней и дольше образуются клейстотеции.
На агаре с солодовым экстрактом (MEA) колонии с белым, изредка жёлтым мицелием, бархатистые. Спороношение от практически отсутствующего до обильного, тускло-зелёное до серо-зелёного. Реверс коричневый до коричнево-оранжевого, иногда бледный.
На агаре с дрожжевым экстрактом и сахарозой (YES) колонии с белым, реже жёлтым мицелием, с невыраженным до обильного тускло-зелёным или серо-зелёным спороношением. Растворимый пигмент не выделяется, реверс колоний в центре светло-жёлтый до серовато-оранжевого, по краям до серовато-жёлтого или оливкового, либо оранжевый или золотисто-жёлтый в центре до жёлтого ближе к краям.
Клейстотеции образуются не у всех штаммов, только на более бедных средах — агаре Чапека и овсяном агаре, ярко-жёлтые до оранжевых, шаровидные, мягкие. Аски почти шаровидные, 8—14 × 7—11 мкм. Аскоспоры широкоэллипсоидальные, шиповатые до гладкостенных, 3,5—6 × 2,5—4 мкм.
Конидиеносцы — двухъярусные кисточки, иногда с дополнительными веточками, 100—400 мкм длиной и 2,5—4 мкм толщиной. Метулы в конечной мутовке по 3—6, расходящиеся, 7—15 мкм длиной. Фиалиды игловидные до почти фляговидных, по 3—6 в пучке, 7—15 × 2—3,5 мкм. Конидии эллипсоидальные, гладкостенные, 2,5—6 × 1,5—3,5 мкм.

### Отличия от близких видов
Определяется по тёмно-зелёному спороношению бархатистых, достаточно быстро растущих колоний. Нередко образует клейстотеции со спорами. У Talaromyces tratensis, образующего сходные клейстотеции, колонии шерстистые, элементы конидиеносцев более прижатые. Talaromyces rugulosus отличается более ограниченным ростом, не образует клейстотеции.

## Экология и значение
Преимущественно почвенный гриб, изредка встречающийся в качестве загрязнителя на разных органических субстратах.
Продуцент токсина ругулозина A.

## Таксономия
Назван по имени немецкого ботаника-миколога Юлиуса Вортмана (1856—1925).
Talaromyces wortmannii (Klöcker) C.R.Benj., Mycologia 47: 683 (1955). — Penicillium wortmannii Klöcker, Compt. Rendus Trav. Lab. Carlsberg. Ser. Physiol. 6: 100 (1903).

### Синонимы
- Penicillium concavorugulosum S.Abe, 1956, nom. inval.
- Penicillium kloeckeri Pitt, 1980
- Penicillium variabile Sopp, 1912
- Penicillium wortmannii Klöcker, 1903
- Talaromyces sublevisporus (Yaguchi & Udagawa) Samson et al., 2011
- Talaromyces variabilis (Sopp) Samson et al., 2011
- Talaromyces wortmannii var. sublevisporus Yaguchi & Udagawa, 1994